# Triphyophyllum peltatum
Triphyophyllum peltatum – gatunek roślin z rodziny Dioncophyllaceae z monotypowego rodzaju Triphyophyllum. Jest to roślina występująca w naturze wyłącznie w Afryce zachodniej. Nazwa rośliny pochodzi od trzech rodzajów liści jakie wytwarza ona w czasie swojego rozwoju. Jeden z tych typów liści jest przystosowany do owadożerności.

## Galeria

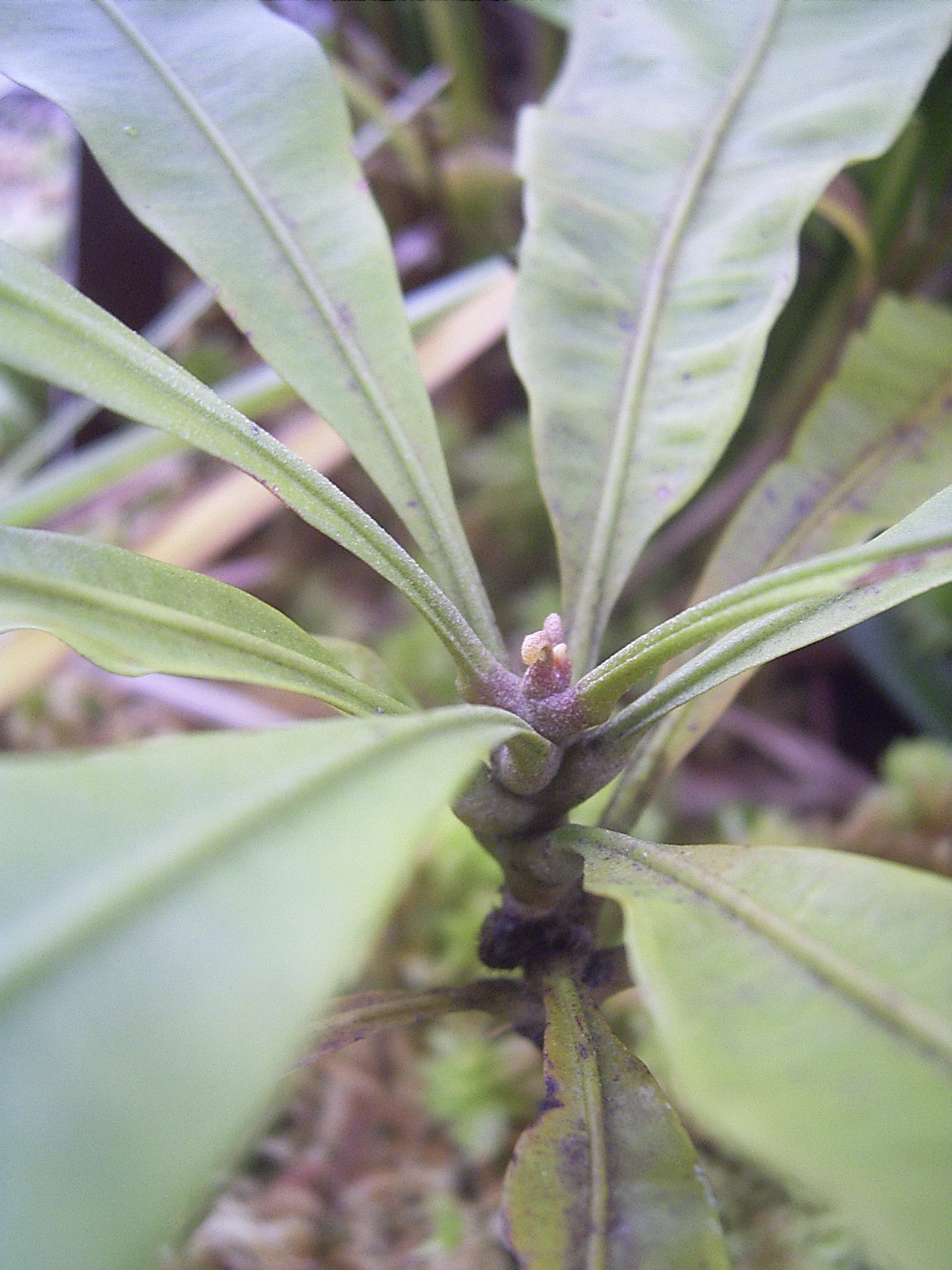
Rozwijający się pęd
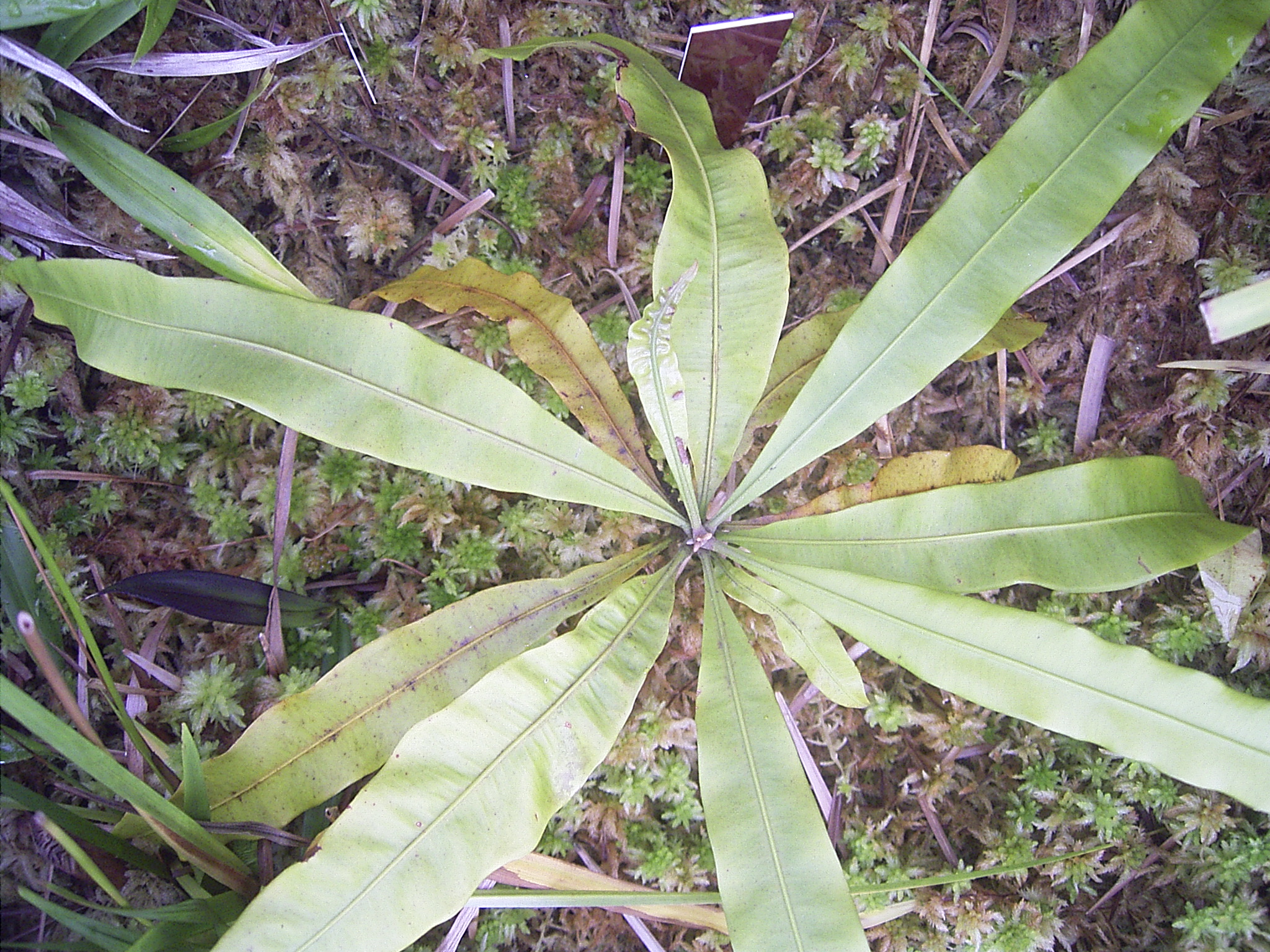
Liście
Alkaloidy zawarte w roślinie